# Františkov nad Ploučnicí
Františkov nad Ploučnicí là một làng thuộc huyện Děčín, vùng Ústecký, Cộng hòa Séc.